# Kabinett Blittersdorf
Das Kabinett Blittersdorf bildete vom 5. Oktober 1839 bis 10. November 1843 die Landesregierung von Baden.
| Amt                                                                | Name                                              |
| ------------------------------------------------------------------ | ------------------------------------------------- |
| Kabinetts- und Staatsminister als Präsident des Staatsministeriums | Sigismund Freiherr von Reitzenstein bis Ende 1842 |
| Äußeres und großherzogliches Haus                                  | Friedrich Landolin Karl Freiherr von Blittersdorf |
| Inneres                                                            | Franz Freiherr Rüdt von Collenberg-Eberstadt      |
| Justiz                                                             | Isaak Jolly                                       |
| Finanzen                                                           | Christian Friedrich von Boeckh                    |
| Krieg                                                              | Eugen von Freydorf                                |